# Little Brewster Island
Little Brewster Island (auch Beacon Island oder Light House Island) ist eine Insel im Boston Harbor. Sie liegt 9,33 mi (15 km) vom Bostoner Stadtzentrum entfernt auf dem Gebiet des Bundesstaats Massachusetts der Vereinigten Staaten. Little Brewster Island verfügt über eine dauerhafte Fläche von ca. 2,9 Acres (1,2 ha), die durch ein Watt je nach Tidenhub temporär um bis zu 4,2 Acres (1,7 ha) vergrößert wird. Sie wird von der Küstenwache der Vereinigten Staaten verwaltet und ist Teil der Boston Harbor Islands National Recreation Area.
Nach vorheriger Genehmigung der Küstenwache können Besucher der Insel mit dem Boston Light einen 89 ft (27,1 m) hohen Leuchtturm besteigen, von dessen oberer Plattform aus eine gute Aussicht über die Umgebung besteht.

## Geographie

### Geologie
Die Insel besteht aus freiliegendem Grundgestein, das mit einer dünnen Erdschicht bedeckt ist.

### Flora und Fauna
Der größte Teil der Insel ist mit Rasen bedeckt. Um das Wachhaus wurden einige saisonal blühende Blumen gepflanzt. Die Tierwelt der Insel ist darüber hinaus noch Gegenstand wissenschaftlicher Untersuchungen.

## Geschichte
Die Insel wurde nach William Brewster, dem ersten Prediger und Lehrer der Plymouth Colony, benannt. Sie ist weithin bekannt für den dort stehenden Leuchtturm, der sich seit 1716 kontinuierlich in Betrieb befindet und damit der älteste fortwährend genutzte der Vereinigten Staaten ist. Er wurde ursprünglich über eine Sondersteuer in Höhe von einem Penny pro Tonne Gesamtgewicht finanziert, die von allen Schiffen gezahlt werden musste, die den Hafen anliefen oder verließen.
Zum Ende des Amerikanischen Unabhängigkeitskriegs wurde er durch die aus Boston fliehenden Briten weitgehend zerstört, jedoch 1783 wieder aufgebaut. 1859 wurde er um 14 ft (4,3 m) aufgestockt und erreichte so seine heutige Höhe von 102 ft (31,1 m) über dem Meeresspiegel, der sein Licht 27 mi (43,5 km) weit in den Atlantik reichen lässt.
In den 1990er Jahren hatte die Küstenwache der Vereinigten Staaten bundesweit alle Leuchttürme bis auf das Boston Light automatisiert. Petitionen von Denkmalschützern an den Kongress der Vereinigten Staaten und an die Küstenwache zeigten Wirkung, so dass gesonderte Finanzmittel bereitgestellt wurden, mit deren Hilfe bis heute eine bemannte Station auf der Insel unterhalten wird, wo sowohl meteorologische Daten aufgezeichnet als auch der Leuchtturm in Funktion gehalten werden.
Der Leuchtturm wurde 1966 als National Historic Landmark in das National Register of Historic Places eingetragen.

## Sehenswürdigkeiten

Leuchtturm Boston Light

- Leuchtturm Boston Light, errichtet aus Feldsteinen, Ziegelsteinen und Granit, verstärkt durch Eisenbänder
- Einstöckiges Eingangsgebäude zum Leuchtturm aus Ziegelsteinen
- Eineinhalbstöckiges Wachhaus
- Zisterne und einstöckiger Schutzraum aus Holz
- Tank mit 20.000 Gallonen (91 m³) Fassungsvermögen
- Einstöckiges Generatorgebäude aus Stein mit Nebelhorn
- Einstöckiges Ölhaus aus weiß gestrichenen Ziegelsteinen
- Pier aus Beton und Stahl